# Cándido González
Cándido Joaquín González fue un futbolista de nacionalidad argentino que jugaba de delantero. Llegó a Tigre en 1948, proveniente de Huracán, en donde el año anterior había sido compañero de delantera de Alfredo Di Stéfano.

## Historia

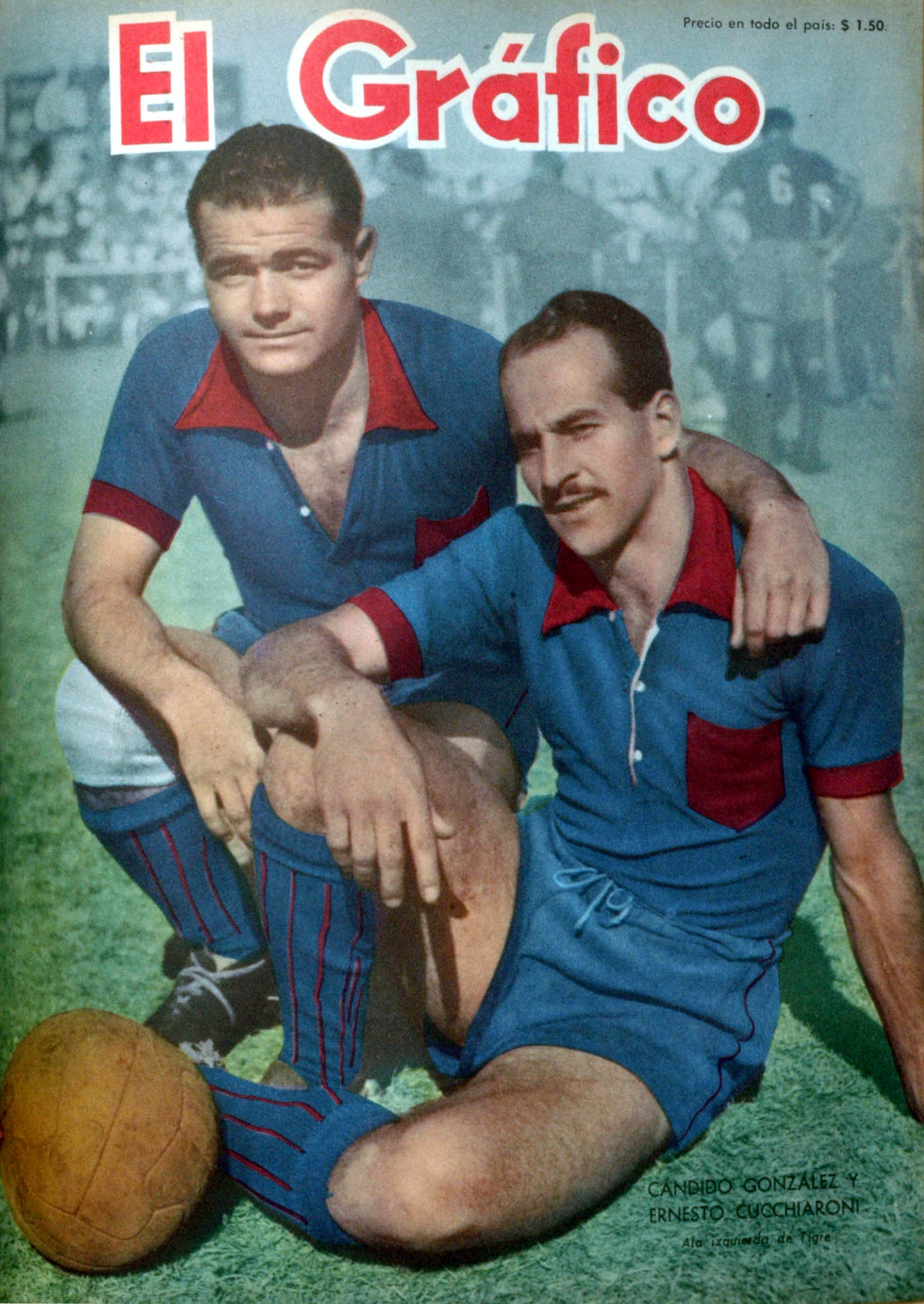
González y Ernesto Cucchiaroni en una producción de El Gráfico, en 1954.

Su juego, a pesar de ser algo lento, se caracterizaba por su potente remate y oportunismo para resolver oportunidades de gol en pocos segundos en espacios reducidos, y de entrada, se convirtió en el goleador de Tigre en el primer torneo que disputó. Así, destacándose como centrodelantero o tirado hacia la punta izquierda, llegó a ubicarse entre los mayores goleadores de la entidad de Victoria con un alto promedio de eficacia, convirtiendo 74 goles en 109 partidos disputados. 
Se marchó en 1950 por dos temporadas, para vestir los colores de Independiente y Ferro Carril Oeste, para regresar en 1952, y formar parte de la época dorada del club, ascendiendo como campeón en 1953, consagrándose como el goleador del torneo con 36 tantos en 32 partidos. Se retiró en 1955 al culminar la temporada, luego de la excelente campaña del Matador en la Primera División de Argentina.

## Trayectoria
| Club               | País      | Período   |
| ------------------ | --------- | --------- |
| Huracán            | Argentina | 1946-1948 |
| Tigre              | Argentina | 1948-1949 |
| Independiente      | Argentina | 1950      |
| Ferro Carril Oeste | Argentina | 1951      |
| Tigre              | Argentina | 1952-1955 |

## Palmarés

### Campeonatos nacionales
| Campeonato | Club  | País      | Año  |
| ---------- | ----- | --------- | ---- |
| Primera B  | Tigre | Argentina | 1953 |

### Distinciones individuales
| Distinción                                             | Año  |
| ------------------------------------------------------ | ---- |
| Máximo goleador de Primera B (36 goles en 32 partidos) | 1953 |